# Comuna Hrușkî, Volodarsk-Volînskîi
Hrușkî (în ucraineană Грушківська сільська рада) este o comună în raionul Volodarsk-Volînskîi, regiunea Jîtomîr, Ucraina, formată din satele Hrabneak și Hrușkî (reședința).

## Demografie
Componența lingvistică a satului Hrușkî
     Ucraineană (98,51%)
     Rusă (1,49%)
Conform recensământului din 2001, majoritatea populației satului Hrușkî era vorbitoare de ucraineană (98,51%), existând în minoritate și vorbitori de rusă (1,49%).